# Emma Tillman
Pour les articles homonymes, voir Tillman.
Emma Faust Tillman, née le 22 novembre 1892 à Gibsonville, Caroline du Nord (États-Unis), et morte le 28 janvier 2007 à East Hartford, Connecticut, était la doyenne de l'humanité entre le 24 janvier et le 28 janvier 2007. À sa mort, Mme Tillman était âgée de 114 ans.

## Biographie
Née en 1892 d'une famille de métayer, Emma Tillman vécut sur la plantation familiale jusqu'en 1900, alors que la famille déménage au Connecticut. Elle eut 22 frères et sœurs, plusieurs mort-nés ou décédés en bas âge. Cependant, de la famille de 23 enfants, cinq sont devenus centenaires. En effet, son frère Eugene est mort en 1996 à l'âge de 108 ans, et sa sœur Ava s'est éteinte en 1983 à l'âge de 102 ans. Une autre sœur est morte à 102 ans dans les années 1980, et une dernière sœur a disparu en 2005 à 105 ans.
Le 11 décembre 2006, Emma Tillman devint la personne la plus âgée aux États-Unis, à la suite de la mort de la doyenne de l'humanité, l'Américaine Elizabeth Bolden. Elle est devenue la femme la plus âgée sur Terre le 19 janvier 2007, à la suite du décès de la Canadienne Julie Winnefred Bertrand. Le 24 janvier 2007, elle est devenue la doyenne de l'humanité, à la suite du décès d'Emiliano Mercado del Toro.
À sa mort, survenue quatre jours plus tard, lui succéda la Japonaise Yone Minagawa, âgée de 114 ans.